# Naturschutzgebiet Peenetal westlich des Gützkower Fährdammes
Koordinaten: 53° 55′ 9″ N, 13° 24′ 31″ O
Das Naturschutzgebiet Peenetal westlich des Gützkower Fährdammes war ein 310 Hektar umfassendes Naturschutzgebiet in Mecklenburg-Vorpommern. Es befand sich nördlich der Peene, zwei Kilometer südwestlich der Stadt Gützkow. Die Unterschutzstellung erfolgte am 5. November 1990. Zum 20. Mai 2010 ging es im größeren Naturschutzgebiet Peenetal von Jarmen bis Anklam auf.
Der Gebietszustand ist befriedigend. Durch die großen Torfstiche mit den Verbindungsgräben zur Peene gelangt nährstoffreiches Flusswasser weit in das mesotrophe Durchströmungsmoor. Das Schutzgebiet darf nicht betreten werden. Lediglich nördlich ist ein öffentlicher Weg entlang der Swinow zur Peene vorhanden.

## Geschichte und Wasserhaushalt
Das Peenetal entstand am Ende der letzten Eiszeit. Abfließendes Schmelzwasser führte zu einer, bis zu fünf Meter tiefen Erosion des Talbodens. Das Tal überflutete durch den Meeresspiegelanstieg der Ostsee im Rahmen der Littorina-Transgression, kalkhaltige Mudde sedimentierten mit einem halben Meter Dicke und ein heute fünf Meter mächtiges Durchströmungsmoor wuchs auf.
In den Schwedischen Matrikelkarten aus dem Jahr 1694 sind die Flächen als feuchte Weiden dargestellt. Vom 18. Jahrhundert bis in die 1960er Jahre wurden großflächige Torfstiche angelegt. Weideflächen wurden in der ersten Hälfte des 20. Jahrhunderts zu Ackerland umgewandelt, gedüngt und durch Gräben entwässert. Seit 1975 erfolgt keine Nutzung im Gebiet und die Flächen unterliegen der Sukzession. Entlang des Talrandes werden Feuchtwiesen gepflegt. Das Gebiet ist seit den 1990er Jahren Bestandteil des Naturschutzgroßprojektes Peenetal-Landschaft. Entwicklungsmaßnahmen bestehen im Rückbau des Grabensystems sowie der Pflege der Feuchtwiesen, um ein waldfreies und nährstoffarmes Moor zu erhalten. Das Schutzgebiet wird vom studentischen Lamarck-Zirkel der Universität Greifswald betreut.

## Pflanzen- und Tierwelt
Das Schutzgebiet beinhaltet eine einzigartige vielfältig strukturierte Moorlandschaft. Etwa ein Drittel der Fläche wird von offenen Wasserflächen bedeckt, die auf tiefe Maschinentorfstiche zurückgehen. Hier siedeln Armleuchteralgen-Grundrasen mit Krebsschere, Gemeinem Wasserschlauch und zahlreichen Libellenarten. Weidengebüsche säumen die Gewässerränder. Wo am Talrand kalkhaltiges Grundwasser zuströmt, finden sich Kalkbinsen- und Kleinseggenriede, die bis in den zentralen Gebietsteil reichen. Typische Vertreter sind hier neben zahlreichen Seggenarten, Mehlprimel, Gemeines Fettkraut, Sumpf-Herzblatt, Sumpf-Kreuzblümchen, Nordisches Labkraut, Breitblättriges Wollgras, Kleiner Wasserschlauch sowie Moosarten. Im Osten des Gebietes finden sich Feuchtwiesen mit Pfeifengras, Trollblume, Preußischen Laserkraut, Kümmel-Silge, Breitblättrigem Knabenkraut und Färberscharte. Die nördlichen trockenen Talhänge bedeckt Magerrasen mit Lieschgras, Frühlings-Segge, Berg-Klee, Gemeinem Wundklee, Färber-Hundskamille, Kleinem Mädesüß, Berg-Haarstrang und Gemeinem Dost. Das Gebiet weist zahlreiche Tag- und Nachtfalterarten auf, von denen einige sehr selten und vom Aussterben bedroht sind. Als Brutvögel sind Trauerseeschwalbe und Tüpfelralle erwähnenswert.